# Kurchatov (cráter)

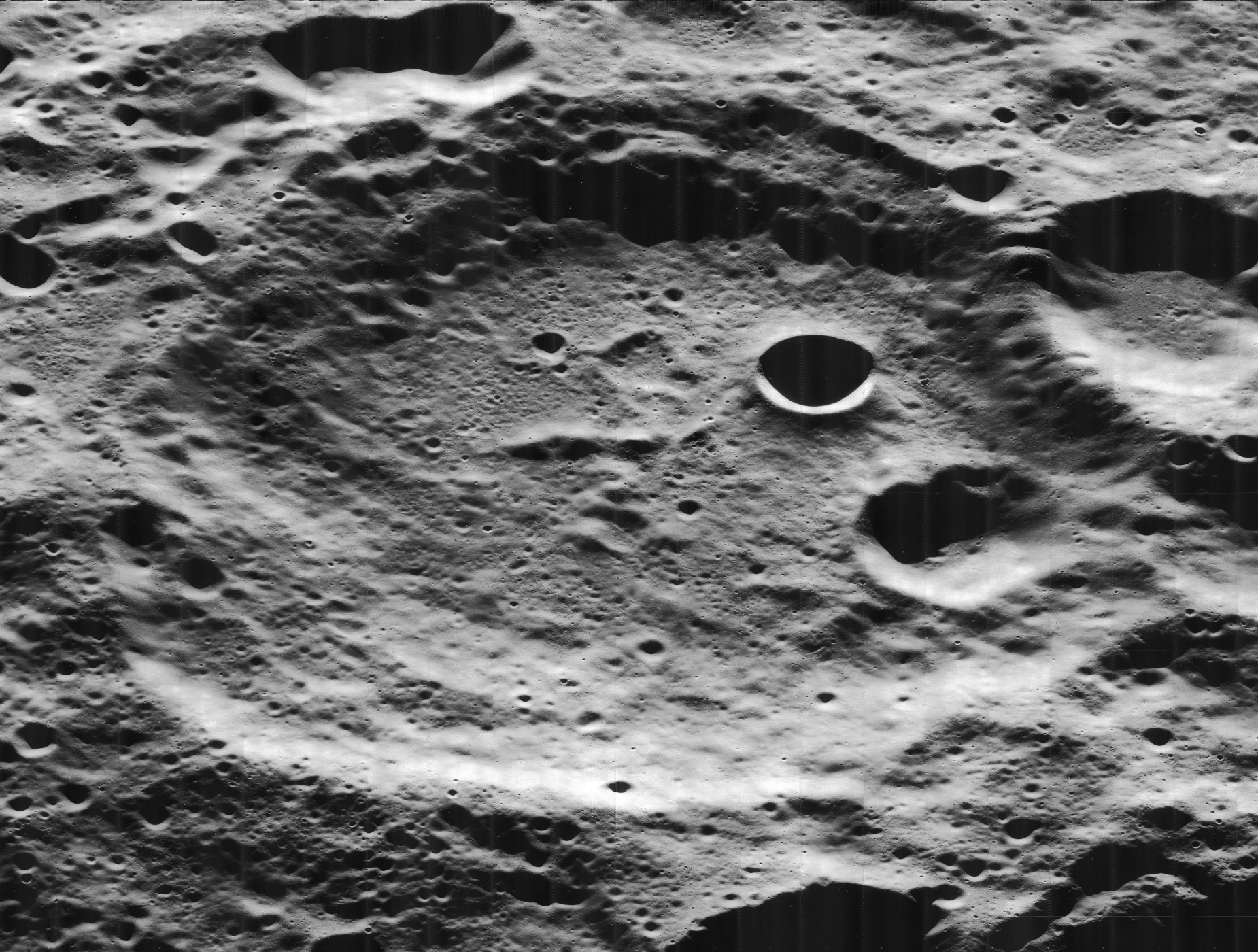
Imagen oblicua de la misión Lunar Orbiter 5

Kurchatov es un cráter de impacto que se encuentra en la cara oculta de la Luna. Está justo al suroeste del cráter Wiener, y más al sureste de Bridgman. Un par de diámetros del cráter al sur de Kurchatov se halla el borde norte del Mare Moscoviense.
Se trata de una formación de cráteres desgastada y erosionada, con un par de pequeños cráteres que atraviesan su borde norte, con un brocal generalmente desgastado y picado especialmente por su pared interior. Un pequeño cráter se sitúa en la pared interior norte, y un segundo cráter en forma de cuenco aparece  en el suelo interior junto al borde noroeste. Presenta una cresta central pequeña y alargada cerca del punto medio, y la plataforma interior está cubierta de pequeños cráteres.
Comenzando al sur de Kurchatov y dirigiéndose hacia el oeste-noroeste se halla una cadena de cráteres designada Catena Kurchatov, que termina al sureste del cráter Becquerel.

## Cráteres satélite
Por convención estos elementos son identificados en los mapas lunares poniendo la letra en el lado del punto medio del cráter que está más cercano a Kurchatov.
|           | \| Kurchatov \| Coordenadas \| Diámetro \| \| --------- \| ------------------------------ \| -------- \| \| T \| 38°00′N 138°00′E / 38.0, 138.0 \| 27 km \| \| W \| 40°24′N 140°24′E / 40.4, 140.4 \| 33 km \| \| X \| 41°18′N 139°54′E / 41.3, 139.9 \| 17 km \| \| Z \| 41°00′N 141°48′E / 41.0, 141.8 \| 27 km \| |          |
| Kurchatov | Coordenadas | Diámetro |
| T         | 38°00′N 138°00′E / 38.0, 138.0 | 27 km    |
| W         | 40°24′N 140°24′E / 40.4, 140.4 | 33 km    |
| X         | 41°18′N 139°54′E / 41.3, 139.9 | 17 km    |
| Z         | 41°00′N 141°48′E / 41.0, 141.8 | 27 km    |